# 할머니의 추억
할머니의 추억은 일본의 만화 도라에몽의 영화 중 하나로, 극장판 도라에몽: 진구의 태양왕전설의 동시 상영작이다. 제55회 마이니치 애니메이션 수상작이기도 하다.

## 줄거리
노비타의 엄마가 창고를 정리하고 있었다. 노비타는 쓰레기를 뒤적거리다가 곰인형을 발견한다. 그것은 그의 할머니가 사 준 소중한 선물이다. 그는 할머니가 떠올라서 타임머신을 타고 3년 전으로 간다.

## 성우
| 등장인물 | 성우            |
| -------- | --------------- |
| 도라에몽 | 오오야마 노부요 |
| 노비타   | 오오하라 노리코 |
| 할머니   | 아키코 타카무라 |